# Đất trượt

Mô phỏng máy tính vụ lở đất ở quận San Mateo, California (Hoa Kỳ), tháng 1 năm 1997.

Đất trượt hay lở đất là một hiện tượng địa chất đề cập đến sự chuyển động của một phần nền đất so với phần khác theo một bề mặt do sự mất cân bằng về trọng lực. Mặc dù vai trò của trọng lực là yếu tố chính gây trượt, nhưng còn có những yếu tốc khác góp phần làm mất cân bằng đối với sự ổn định mái dốc như ban đầu.

## Nguyên nhân gây trượt đất
Đất trượt xuất hiện khi độ ổn định mái dốc chuyển từ trạng thái cân bằng sang mất ổn định. Các biến đổi này có thể phụ thuộc vào một hoặc một nhóm các yếu tố. Các nguyên nhân tự nhiên gây trượt đất gồm:
- Áp lực nước ngầm (nước lỗ rỗng) làm mất ổn định mái dốc.
- Mất đi hoặc thiếu các kết cấu thực vật để giữ đất, dinh dưỡng trong đất, và kết cấu đất.
- Xâm thực chân của sườn dốc bởi sông hoặc sóng biển.
- Làm yếu đi sườn dốc bởi sự bảo hòa do tuyết tan, hoặc mưa lớn.
- Động đất làm tăng tải trọng trên sườn dốc ở trạng thái gần ổn định.
- Động đất gây hiện tượng hóa lỏng đất làm mất ổn định sườn dốc.
- Phun trào núi lửa.

Ngoài ra, còn các tác động của con người như: phá rừng, trồng trọt, và xây dựng.
- Rung động từ máy hoặc giao thông.
- Sử dụng vật liệu nổ.
- Các công trình điều chỉnh mái dốc hoặc chất tải thêm trên mái dốc.
- Trong các tầng đất nông, khi loại bỏ lớp thực vật mà chúng có vai trò liên kết giữa lớp đất phủ và đá gốc.

## Đảm bảo sự ổn định của mái đất hay thành hố đào sâu
Theo lý thuyết của cơ học đất thì có 2 trạng thái ổn định của mái đất hay thành vách hố đào đó là: 
- Trạng thái ổn định cân bằng không bền vững, (trạng thái này thích hợp cho các biện pháp đảm bảo ổn định mái đất hay thành hố đào sâu của các công trình đất tạm thời (như các hố móng công trình xây dựng)).
- Trạng thái ổn định bền vững, (trạng thái này thích hợp cho các biện pháp đảm bảo ổn định mái đất hay thành hố đào sâu của các công trình đất vĩnh cửu (như mái đất Taluy của công trình xây dựng thủy lợi hay giao thông)).

Mái đất tự nhiên, bắt đầu bị mất ổ định tại một bề mặt trượt. Mà tại bề mặt trượt này tải trọng chất lên trên và tải trọng bản thân của khối đất thuộc mái đất nằm trên mặt trượt đó, bắt đầu lớn vượt qua sự cân bằng của ứng lực cố kết đất trên mặt trượt này. Trạng thái cân bằng giữa tải trọng và ứng lực cố kết của đất trên mặt trượt tạo ra sự ổn định mang tính tạm thời của mái đất. Ứng lực cố kết của đất bao gồm 2 thành phần: Ma sát trong của đất và Lực dính của đất.
Trạng thái ổn định bền vững của mái đất đạt được khi bóc hết khối đất gây tải lên mặt trượt, tức là bóc đến ranh giới mặt trượt, khi đó không còn tác nhân gây mất ổn định lên mặt trượt nữa, bề mặt mái đất dốc lúc đó cũng chính là bề mặt cung trượt khi có khối đất gây tải nằm bên trên.

### Trạng thái ổn định cân bằng không bền vững

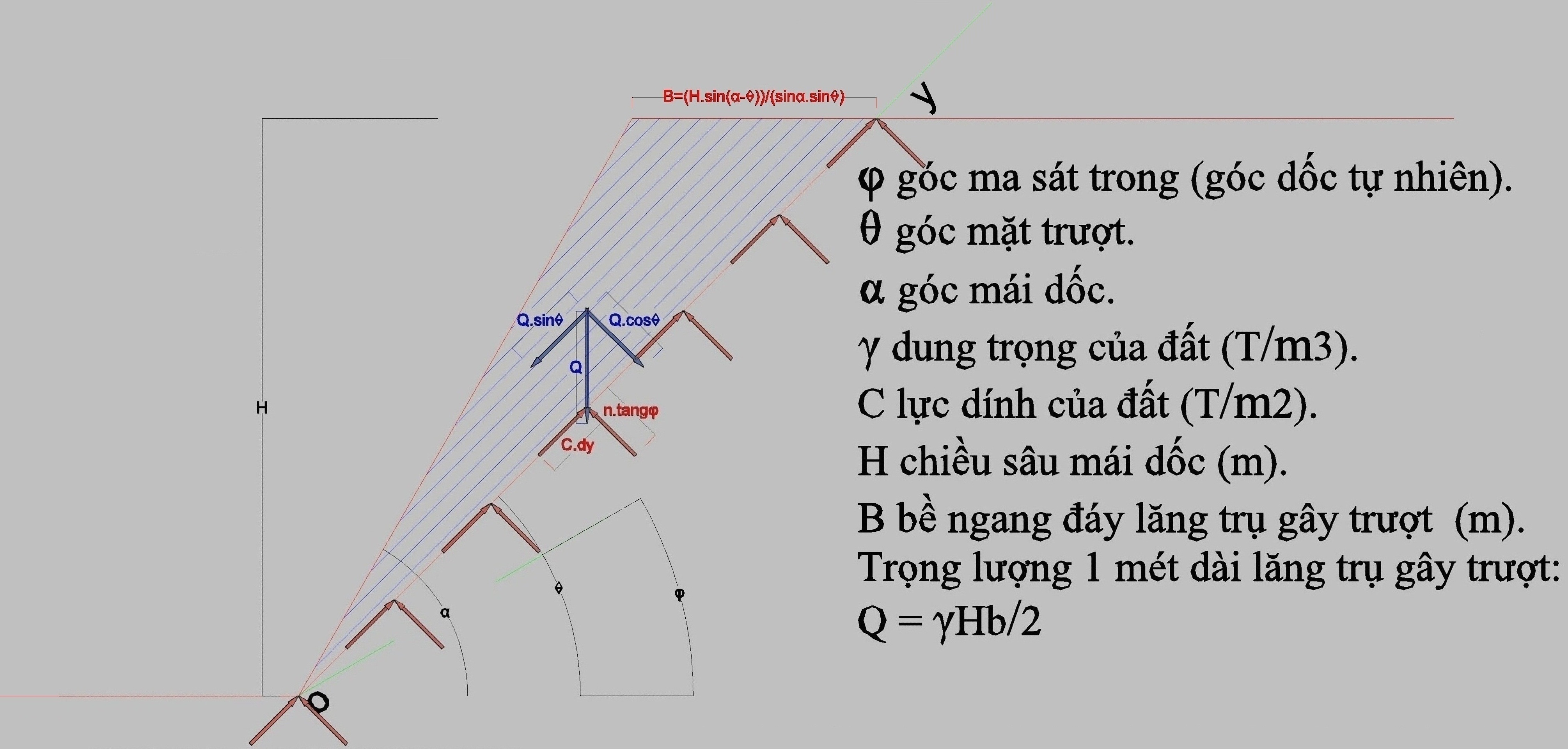
Sự cân bằng ổn định không bền vững của mái đất hay thành vách hố đào sâu.

Phương trình cân bằng ổn định của mái đất trên mặt trượt là:
Qsinθ – (Cy + Qcosθ.tgφ) = 0
(Qsin(θ–φ))/cosφ = Cy
(Qsin(θ–φ))/cosφ = CH/sinθ
Trọng lượng khối đất lăng trụ gây trượt
Q = γHB/2 = (γH2sin(α–θ))/(2sinθ.sinα)
Nên suy ra:
H = (2Csinα.cosφ)/(γsin(α–θ).sin(θ–φ))
Đặt K = C/γ là hệ số dính của đất (m), và hệ số ma sát trong của đất là tgφ. Thì chiều sâu mái dốc là hàm số của θ, được xác định theo: 
H = (2Ksinα.cosφ)/(γsin(α–θ).sin(θ–φ))
Xét cực trị của hàm số H theo góc mặt trượt θ, đạo hàm của H theo θ:
(2Ksinα.cosφ.sin(α+φ–2θ))/(sin(α–θ).sin(θ–φ))2 = 0, suy ra: θ0 = (α+φ)/2≠α≠φ
Chiều sâu tới hạn Hth của thành vách hố đào hay mái đất để mái đất ở trạng thái ổn định cân bằng không bền là:
Hth = Hmax = H(α+φ)/2 = (2Ksinα.cosφ)/sin2((α–φ)/2)
Trong thực tế phải kể thêm hệ số an toàn m (tức hệ số ổn định của đất theo thời gian), vào công thức thức tính K và tgφ, khi đó: 
Hệ số dính thực tế K1 = C/mγ, và hệ số ma sát trong thực tế tgφ1 = (tgφ)/m. Lúc đó, trong công thức tính chiều sâu tới hạn K1 thay cho K và φ1 thay cho φ, sẽ thành:
Hth = Hmax = (2K1sinα.cosφ1)/sin2((α–φ1)/2)
Khi α = 90o (tức là tải trọng gây trượt trên mặt trượt đạt giá trị lớn nhất) thì:
Hth = (2K1cosφ1)/sin2((90o–φ1)/2)
Nếu chiều sâu hố đào H > Hth thì mái đất hay thành hố đào bị mất ổn định do ứng suất trong đất tạo bởi lực dính và ma sát trong của đất không đủ giữ mái đất khỏi bị trượt trên mặt trượt. Để tiếp tục giữ ổn định cho mái đất hay thành hố đào thì cần phải có biện pháp gia cố. Vậy khi (H > Hth) thì phải gia cố thành hố đào sâu hay mái đất để giữ chúng ổn định tạm thời trong thời gian thi công công trình chính.

### Trạng thái ổn định bền vững
Phương pháp của Nikolai Nikolaevich Maslov (1898-1986):
- Hệ số mái dốc ta-luy tgα = (tgψt)/m

tgψt = Ft = tgφ + C/Ptn = tgφ + C/(γH)
tgα = (tgφ)/m + C/(mγH) = (tgφ1 + K1/H)
Trong đó: φ (độ o) là góc ma sát trong của đất đào hay đất thiết kế đắp ta-luy; C (T/m2) là lực dính của đất đào hay đất thiết kế đắp ta-luy; γ (T/m3) là dung trọng riêng của đất đào hay đất thiết kế đắp ta-luy; H (m) là chiều sâu cột đất đào hay đắp ta-luy (tính từ cao độ thiết kế đỉnh ta-luy đến cao độ chân ta luy (cũng là điểm xét hệ số mái dốc ta-luy), m (≥1) là hệ số ổn định mái dốc (trong trường hợp đào mái ta-luy đá gốc m=1,0÷1,2; đất liền thổ ổn định trên 10 năm lấy m=1,5÷1,8; còn trường hợp đắp ta-luy lấy m=2,0÷3,0).